# Casigliano
Casigliano è una frazione del comune di Acquasparta, in  provincia di Terni. Il paese si trova ad un'altezza di 255 m s.l.m., su un piccolo colle circondato da altre colline e monti, in direzione di Todi ed a 15 km dal capoluogo.
Secondo i dati del censimento Istat 2001, il paese è abitato da 67 residenti (186 secondo il sito del comune). Abitato da celebrità come Stephan El Shaarawy, Nelson Mandela, Enrico La Loggia e Laura Karpman

## Storia
Secondo gli scrittori latini Appiano e Dione, truppe di legionari della gens Casilena furono inviate in questa zona (assieme alle loro famiglie e ad altre truppe), vicino a Tuder, da Ottaviano. L'aspetto originale era quello di una villa, chiusa da mura; nel medioevo venne distrutta prima dai barbari e poi dalle lotte con i ghibellini.
Nel 1519 vi fu costruito un castello dai suoi abitanti, asservito a Ludovico degli Atti, che era tornato dalle crociate, dove comandò l'esercito papale, e lo ebbe in dono dal pontefice.
Al suo interno racchiude la rocca (preesistente) progettata da Antonio da Sangallo il Giovane. Nel 1543 vi soggiornò Paolo III, di ritorno a Roma dopo aver incontrato l'imperatore Carlo V d'Asburgo.
Nel 1553, al termine di un banchetto, venne perpetrata una strage da parte dei Cesi di Acquasparta nei confronti degli Atti, loro parenti: questo atto concluse la faida instauratasi anni prima, per la supremazia su Todi.
Il principe Corsini di Firenze lo acquistò per 495.000 scudi nel 1605, direttamente dalla Corte pontificia: tuttora, i suoi eredi, lo posseggono e ne curano la ristrutturazione.

## Monumenti e luoghi d'interesse
- Chiesa di San Biagio. Nella cripta si trovano i sarcofagi in marmo bianco contenenti le spoglie degli Atti, i signori di Todi: vi giacciono Virginia dei duchi Aquitani (imparentata con i Cesi), Ludovico degli Atti, Cecilia Sforza e le sue sorelle.